# Sphex ichneumoneus
Sphex ichneumoneus är en biart som först beskrevs av Carl von Linné 1758.  Sphex ichneumoneus ingår i släktet Sphex och familjen grävsteklar. Inga underarter finns listade i Catalogue of Life.

## Bildgalleri

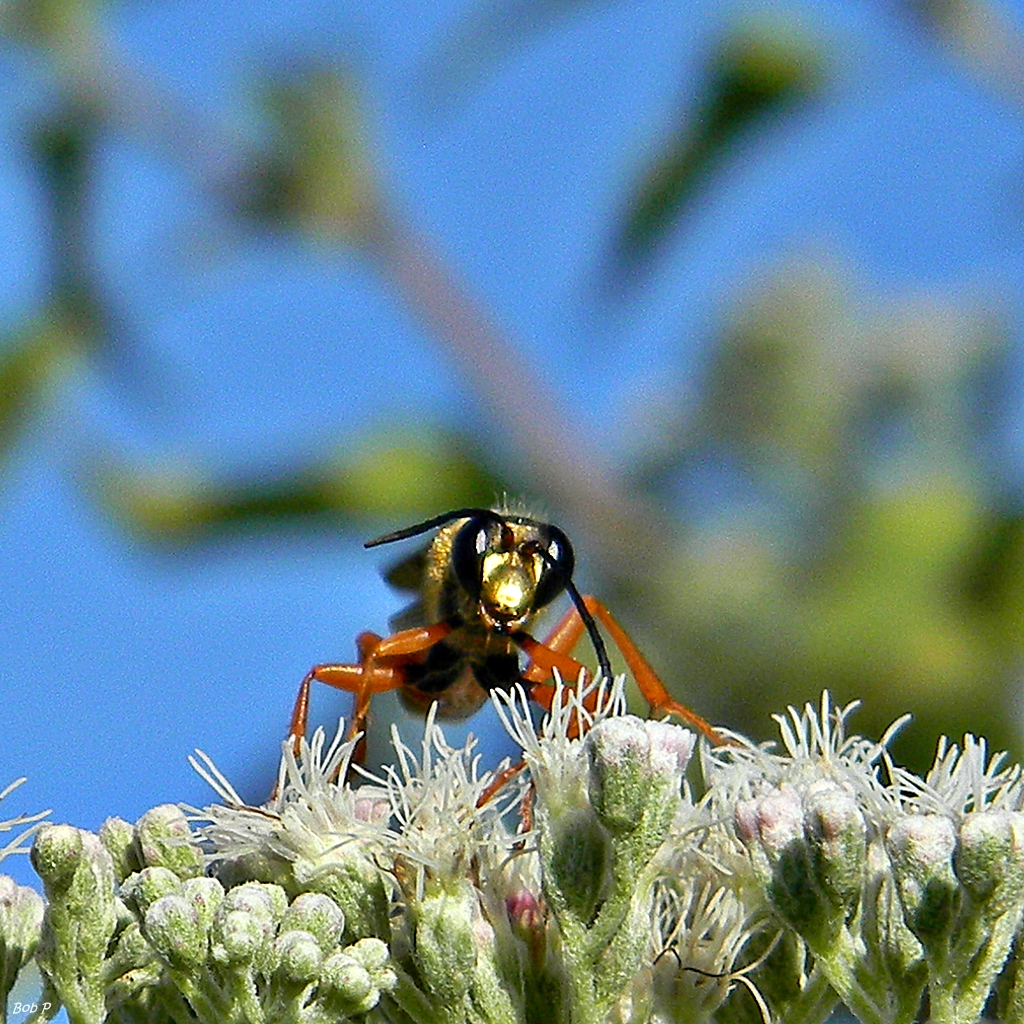
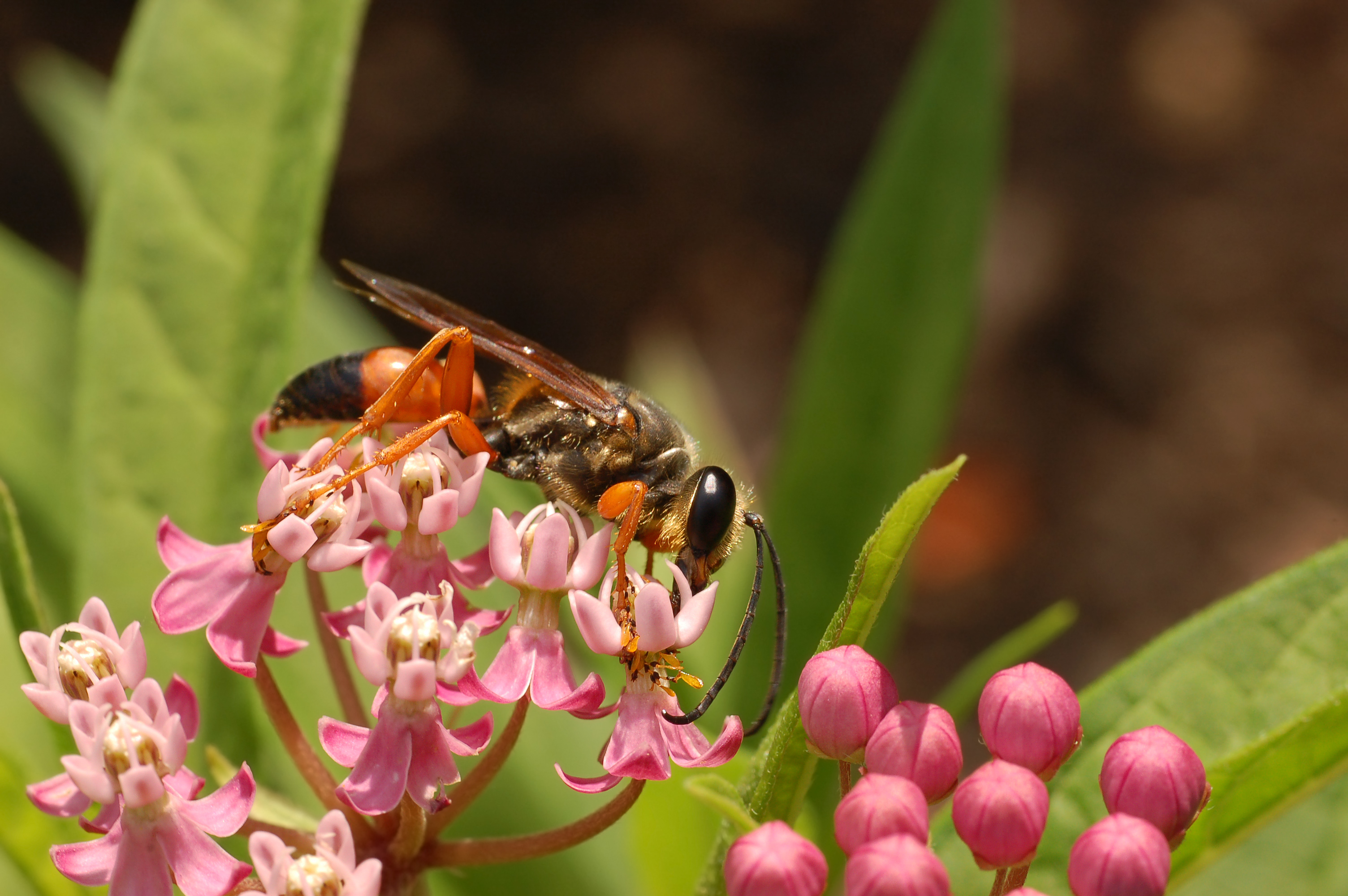
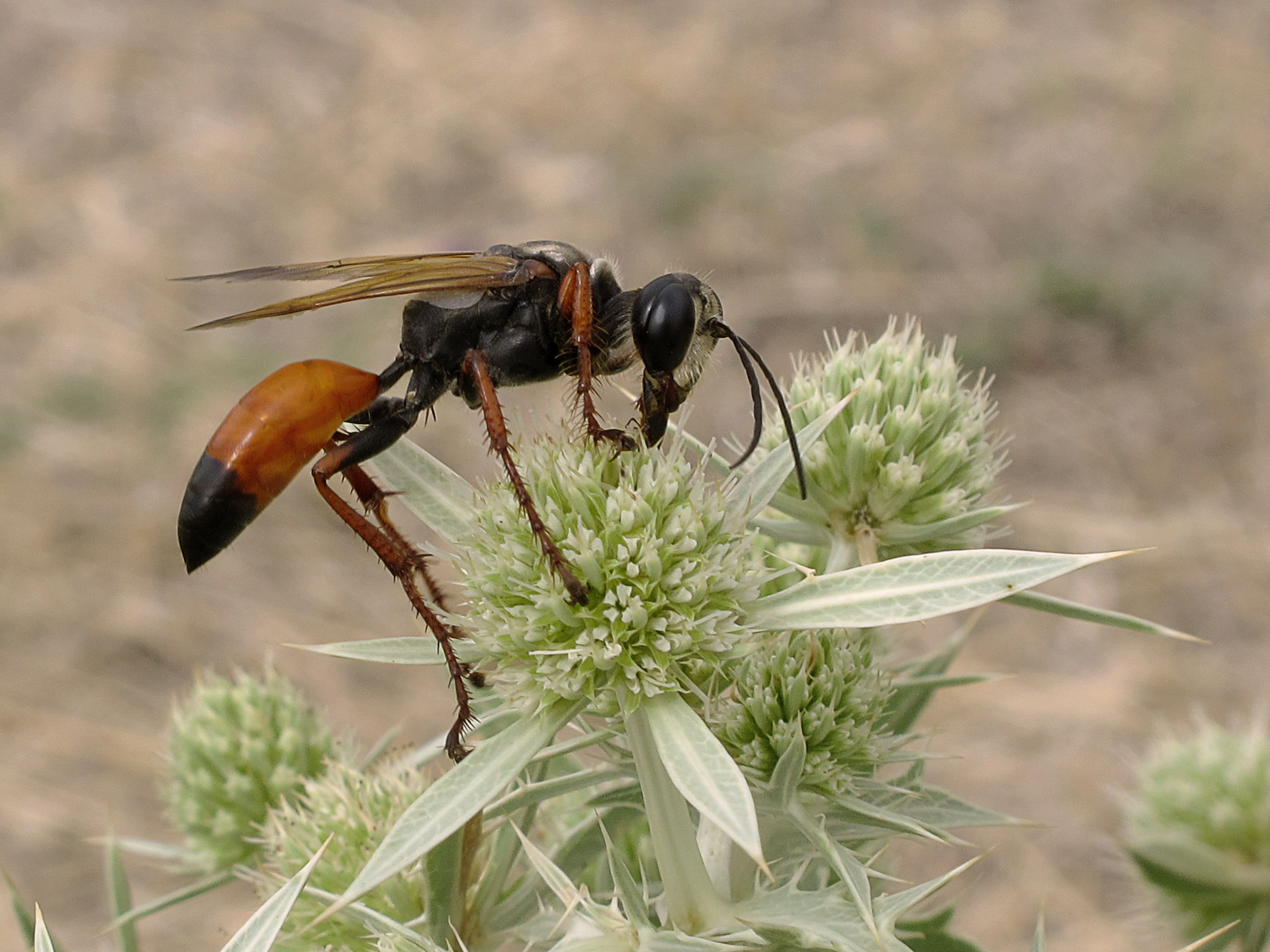